# Лига Европы УЕФА 2020/2021. Плей-офф
Стадия плей-офф Лиги Европы УЕФА 2020/21 началась 18 февраля 2021 года и должна закончиться 26 мая 2021 года. Финальный матч пройдёт 26 мая 2021 года на стадионе «Гданьск» в польском Гданьске. В стадии плей-офф играют 32 команды.
Время начала матчей указано центральноевропейское (CET) или центральноевропейское летнее (CEST) в соответствии с данными УЕФА (местное время, если отличается, указано в скобках).

## Участники
В плей-офф Лиги Европы УЕФА играют 32 команды: 24 команды, занявшие первое и второе место в каждой из 12 групп Лиги Европы, и 8 команд, занявших третьи места в своих группах в Лиге чемпионов.

### Из Лиги Европы
| Группа | 1-е место (сеянные в 1/16) | 2-е место (несеянные в 1/16) |
| ------ | -------------------------- | ---------------------------- |
| A      | Рома                       | Янг Бойз                     |
| B      | Арсенал                    | Молде                        |
| C      | Байер 04                   | Славия                       |
| D      | Рейнджерс                  | Бенфика                      |
| E      | ПСВ                        | Гранада                      |
| F      | Наполи                     | Реал Сосьедад                |
| G      | Лестер Сити                | Брага                        |
| H      | Милан                      | Лилль                        |
| I      | Вильярреал                 | Маккаби Тель-Авив            |
| J      | Тоттенхэм Хотспур          | Антверпен                    |
| K      | Динамо (Загреб)            | Вольфсберг                   |
| L      | Хоффенхайм                 | Црвена звезда                |

### Из Лиги чемпионов
| Место | Гр. | Команда            | И | В | Н | П | МЗ | МП | РМ | О | Сеянные                 |
| ----- | --- | ------------------ | - | - | - | - | -- | -- | -- | - | ----------------------- |
| 1     | H   | Манчестер Юнайтед  | 6 | 3 | 0 | 3 | 15 | 10 | +5 | 9 | Сеянные в 1/16 финала   |
| 2     | F   | Брюгге             | 6 | 2 | 2 | 2 | 8  | 10 | −2 | 8 | Сеянные в 1/16 финала   |
| 3     | B   | Шахтёр             | 6 | 2 | 2 | 2 | 5  | 12 | −7 | 8 | Сеянные в 1/16 финала   |
| 4     | D   | Аякс               | 6 | 2 | 1 | 3 | 7  | 7  | 0  | 7 | Сеянные в 1/16 финала   |
| 5     | E   | Краснодар          | 6 | 1 | 2 | 3 | 6  | 11 | −5 | 5 | Несеянные в 1/16 финала |
| 6     | A   | Ред Булл Зальцбург | 6 | 1 | 1 | 4 | 10 | 17 | −7 | 4 | Несеянные в 1/16 финала |
| 7     | G   | Динамо (Киев)      | 6 | 1 | 1 | 4 | 4  | 13 | −9 | 4 | Несеянные в 1/16 финала |
| 8     | C   | Олимпиакос         | 6 | 1 | 0 | 5 | 2  | 10 | −8 | 3 | Несеянные в 1/16 финала |

## Формат
Матчи стадии плей-офф (за исключением финала) проводятся по олимпийской системе в формате двух матчей, когда каждая из команд проводит один матч на домашнем стадионе, а другой — на выезде. Команда, забившая большее количество голов по сумме двух матчей, проходит в следующий раунд. Если счёт по сумме двух матчей остаётся ничейным, применяется правило выездного гола, согласно которому в следующий раунд проходит команда, забившая больше голов на выезде. Если и по правилу выездного гола определить победителя не удаётся, назначается дополнительное время (овертайм). Правило выездного гола действует и в дополнительное время: если в овертайме были забиты голы, но счёт всё равно остался ничейным, то в следующий раунд выходит команда, забившая больше голов на выезде. Если в дополнительное время голов забито не было, то победитель определяется в серии послематчевых пенальти. В финале, который проводится в формате одного матча, в случае ничейного исхода основного времени также назначается дополнительное время, а если и после него счёт остаётся равным, назначаются послематчевые пенальти.

Механизм жеребьёвки команд для каждого раунда:
- Для жеребьёвки 1/16 финала двенадцать победителей каждой из групп Лиги Европы считаются «сеянными», как и четыре лучшие команды из числа занявших третье место в Лиге чемпионов. Двенадцать команд, занявших каждой из групп Лиги Европы вторые места, и четыре оставшиеся команды, занявших третье место в Лиге чемпионов, соответственно, считаются «несеянными». Сеянным командам при жеребьёвке могут выпасть только несеянные команды. Сеянные команды всегда играют ответные матчи на домашнем стадионе. Команды из одной группы или из одной футбольной ассоциации не могут сыграть друг с другом на данной стадии.
- Для жеребьёвки 1/8 финала, четвертьфиналов и полуфиналов «сеянных» команд уже нет, поэтому начиная с этой стадии в матчах могут встретиться команды из одной группы или из одной футбольной ассоциации. Жеребьёвка четвертьфиналов и полуфиналов проводится одновременно и до проведения четвертьфиналов, когда победители четвертьфинальных матчей ещё неизвестны. В связи с этим проводится дополнительная жеребьёвка для определения номинального «хозяина» финала (для административных целей, поскольку фактически финал проводится на нейтральном стадионе).

## Сетка плей-офф
| 1/16 финала        | 1/16 финала | 1/16 финала | 1/16 финала |  |                          | 1/8 финала        | 1/8 финала | 1/8 финала | 1/8 финала |  |  | Четвертьфиналы    | Четвертьфиналы | Четвертьфиналы | Четвертьфиналы |  |  | Полуфиналы        | Полуфиналы | Полуфиналы | Полуфиналы |  |  | Финал (26 мая — Гданьск) | Финал (26 мая — Гданьск) |
|                    |             |             |             |  |                          |                   |            |            |            |  |  |                   |                |                |                |  |  |                   |            |            |            |  |  |                          |                          |
| Вольфсберг         | 1           | 0           | 1           |  |                          |                   |            |            |            |  |  |                   |                |                |                |  |  |                   |            |            |            |  |  |                          |                          |
| Тоттенхэм Хотспур  | 4           | 4           | 8           |  |                          | Тоттенхэм Хотспур | 2          | 0          | 2          |  |  |                   |                |                |                |  |  |                   |            |            |            |  |  |                          |                          |
| Краснодар          | 2           | 0           | 2           |  | Динамо Загреб (доп. вр.) | 0                 | 3          | 3          |            |  |  |                   |                |                |                |  |  |                   |            |            |            |  |  |                          |                          |
| Динамо Загреб      | 3           | 1           | 4           |  |                          |                   |            |            |            |  |  | Динамо Загреб     | 0              | 1              | 1              |  |  |                   |            |            |            |  |  |                          |                          |
| Динамо Киев        | 1           | 1           | 2           |  |                          |                   |            |            |            |  |  | Вильярреал        | 1              | 2              | 3              |  |  |                   |            |            |            |  |  |                          |                          |
| Брюгге             | 1           | 0           | 1           |  |                          | Динамо Киев       | 0          | 0          | 0          |  |  |                   |                |                |                |  |  |                   |            |            |            |  |  |                          |                          |
| Ред Булл Зальцбург | 0           | 1           | 1           |  | Вильярреал               | 2                 | 2          | 4          |            |  |  |                   |                |                |                |  |  |                   |            |            |            |  |  |                          |                          |
| Вильярреал         | 2           | 2           | 4           |  |                          |                   |            |            |            |  |  |                   |                |                |                |  |  | Вильярреал        | 2          | 0          | 2          |  |  |                          |                          |
| Олимпиакос         | 4           | 1           | 5           |  |                          |                   |            |            |            |  |  |                   |                |                |                |  |  | Арсенал           | 1          | 0          | 1          |  |  |                          |                          |
| ПСВ                | 2           | 2           | 4           |  |                          | Олимпиакос        | 1          | 1          | 2          |  |  |                   |                |                |                |  |  |                   |            |            |            |  |  |                          |                          |
| Бенфика            | 1           | 2           | 3           |  | Арсенал                  | 3                 | 0          | 3          |            |  |  |                   |                |                |                |  |  |                   |            |            |            |  |  |                          |                          |
| Арсенал            | 1           | 3           | 4           |  |                          |                   |            |            |            |  |  | Арсенал           | 1              | 4              | 5              |  |  |                   |            |            |            |  |  |                          |                          |
| Славия Прага       | 0           | 2           | 2           |  |                          |                   |            |            |            |  |  | Славия Прага      | 1              | 0              | 1              |  |  |                   |            |            |            |  |  |                          |                          |
| Лестер Сити        | 0           | 0           | 0           |  |                          | Славия Прага      | 1          | 2          | 3          |  |  |                   |                |                |                |  |  |                   |            |            |            |  |  |                          |                          |
| Антверпен          | 3           | 2           | 5           |  | Рейнджерс                | 1                 | 0          | 1          |            |  |  |                   |                |                |                |  |  |                   |            |            |            |  |  |                          |                          |
| Рейнджерс          | 4           | 5           | 9           |  |                          |                   |            |            |            |  |  |                   |                |                |                |  |  |                   |            |            |            |  |  | Вильярреал               | 1 (11)                   |
| Гранада            | 2           | 1           | 3           |  |                          |                   |            |            |            |  |  |                   |                |                |                |  |  |                   |            |            |            |  |  | Манчестер Юнайтед        | 1 (10)                   |
| Наполи             | 0           | 2           | 2           |  |                          | Гранада           | 2          | 1          | 3          |  |  |                   |                |                |                |  |  |                   |            |            |            |  |  |                          |                          |
| Молде              | 3           | 2           | 5           |  | Молде                    | 0                 | 2          | 2          |            |  |  |                   |                |                |                |  |  |                   |            |            |            |  |  |                          |                          |
| Хоффенхайм         | 3           | 0           | 3           |  |                          |                   |            |            |            |  |  | Гранада           | 0              | 0              | 0              |  |  |                   |            |            |            |  |  |                          |                          |
| Реал Сосьедад      | 0           | 0           | 0           |  |                          |                   |            |            |            |  |  | Манчестер Юнайтед | 2              | 2              | 4              |  |  |                   |            |            |            |  |  |                          |                          |
| Манчестер Юнайтед  | 4           | 0           | 4           |  |                          | Манчестер Юнайтед | 1          | 1          | 2          |  |  |                   |                |                |                |  |  |                   |            |            |            |  |  |                          |                          |
| Црвена звезда      | 2           | 1           | 3           |  | Милан                    | 1                 | 0          | 1          |            |  |  |                   |                |                |                |  |  |                   |            |            |            |  |  |                          |                          |
| Милан (пвг)        | 2           | 1           | 3           |  |                          |                   |            |            |            |  |  |                   |                |                |                |  |  | Манчестер Юнайтед | 6          | 2          | 8          |  |  |                          |                          |
| Лилль              | 1           | 1           | 2           |  |                          |                   |            |            |            |  |  |                   |                |                |                |  |  | Рома              | 2          | 3          | 5          |  |  |                          |                          |
| Аякс               | 2           | 2           | 4           |  |                          | Аякс              | 3          | 2          | 5          |  |  |                   |                |                |                |  |  |                   |            |            |            |  |  |                          |                          |
| Янг Бойз           | 4           | 2           | 6           |  | Янг Бойз                 | 0                 | 0          | 0          |            |  |  |                   |                |                |                |  |  |                   |            |            |            |  |  |                          |                          |
| Байер 04           | 3           | 0           | 3           |  |                          |                   |            |            |            |  |  | Аякс              | 1              | 1              | 2              |  |  |                   |            |            |            |  |  |                          |                          |
| Брага              | 0           | 1           | 1           |  |                          |                   |            |            |            |  |  | Рома              | 2              | 1              | 3              |  |  |                   |            |            |            |  |  |                          |                          |
| Рома               | 2           | 3           | 5           |  |                          | Рома              | 3          | 2          | 5          |  |  |                   |                |                |                |  |  |                   |            |            |            |  |  |                          |                          |
| Маккаби Тель-Авив  | 0           | 0           | 0           |  | Шахтёр                   | 0                 | 1          | 1          |            |  |  |                   |                |                |                |  |  |                   |            |            |            |  |  |                          |                          |
| Шахтёр             | 2           | 1           | 3           |  |                          |                   |            |            |            |  |  |                   |                |                |                |  |  |                   |            |            |            |  |  |                          |                          |

## 1/16 финала
Жеребьёвка матчей 1/16 финала прошла 14 декабря 2020 года в 13:00 по центральноевропейскому времени (CET).

### Сводная таблица
Первые матчи этой стадии прошли 18 февраля, ответные состоялись 24 и 25 февраля 2021 года.
| Команда 1         | Итог      | Команда 2         | 1-й матч | 2-й матч |
| ----------------- | --------- | ----------------- | -------- | -------- |
| Вольфсберг        | 1:8       | Тоттенхэм Хотспур | 1:4      | 0:4      |
| Динамо (Киев)     | 2:1       | Брюгге            | 1:1      | 1:0      |
| Реал Сосьедад     | 0:4       | Манчестер Юнайтед | 0:4      | 0:0      |
| Бенфика           | 3:4       | Арсенал           | 1:1      | 2:3      |
| Црвена звезда     | 3:3 (пвг) | Милан             | 2:2      | 1:1      |
| Антверпен         | 5:9       | Рейнджерс         | 3:4      | 2:5      |
| Славия (Прага)    | 2:0       | Лестер Сити       | 0:0      | 2:0      |
| Зальцбург         | 1:4       | Вильярреал        | 0:2      | 1:2      |
| Брага             | 1:5       | Рома              | 0:2      | 1:3      |
| Краснодар         | 2:4       | Динамо (Загреб)   | 2:3      | 0:1      |
| Янг Бойз          | 6:3       | Байер 04          | 4:3      | 2:0      |
| Молде             | 5:3       | Хоффенхайм        | 3:3      | 2:0      |
| Гранада           | 3:2       | Наполи            | 2:0      | 1:2      |
| Маккаби Тель-Авив | 0:3       | Шахтёр (Донецк)   | 0:2      | 0:1      |
| Лилль             | 2:4       | Аякс              | 1:2      | 1:2      |
| Олимпиакос        | 5:4       | ПСВ               | 4:2      | 1:2      |

### Матчи
| Вольфсберг        | 1:4     | Тоттенхэм Хотспур                               |
| ----------------- | ------- | ----------------------------------------------- |
| Линдль 55′ (пен.) | (отчёт) | - Сон 13′ - Бейл 28′ - Лукас 34′ - Винисиус 88′ |

| Тоттенхэм Хотспур                               | 4:0     | Вольфсберг |
| ----------------------------------------------- | ------- | ---------- |
| - Алли 11′ - Карлос Винисиус 50′ 83′ - Бейл 73′ | (отчёт) |            |

«Тоттенхэм Хотспур» выиграл со счётом 8:1 по сумме двух матчей.
| Динамо (Киев) | 1:1     | Брюгге     |
| ------------- | ------- | ---------- |
| Буяльский 62′ | (отчёт) | Мехеле 67′ |

| Брюгге | 0:1     | Динамо (Киев) |
| ------ | ------- | ------------- |
|        | (отчёт) | Буяльский 83′ |

Киевское «Динамо» выиграло со счётом 2:1 по сумме двух матчей.
| Реал Сосьедад | 0:4     | Манчестер Юнайтед                              |
| ------------- | ------- | ---------------------------------------------- |
|               | (отчёт) | - Фернандеш 27′ 57′ - Рашфорд 65′ - Джеймс 90′ |

| Манчестер Юнайтед | 0:0     | Реал Сосьедад |
| ----------------- | ------- | ------------- |
|                   | (отчёт) |               |

«Манчестер Юнайтед» выиграл со счётом 4:0 по сумме двух матчей.
| Бенфика          | 1:1     | Арсенал  |
| ---------------- | ------- | -------- |
| Пицци 55′ (пен.) | (отчёт) | Сака 57′ |

| Арсенал                        | 3:2     | Бенфика                     |
| ------------------------------ | ------- | --------------------------- |
| - Обамеянг 21′ 87′ - Тирни 67′ | (отчёт) | - Гонсалвеш 43′ - Силва 61′ |

«Арсенал» выиграл со счётом 4:3 по сумме двух матчей.
| Црвена звезда                     | 2:2     | Милан                                     |
| --------------------------------- | ------- | ----------------------------------------- |
| - Канга 52′ (пен.) - Павков 90+3′ | (отчёт) | - Панков 42′ (авт.) - Эрнандес 61′ (пен.) |

| Милан              | 1:1     | Црвена звезда    |
| ------------------ | ------- | ---------------- |
| - Кессье 9′ (пен.) | (отчёт) | - Бен-Набуан 24′ |

Ничья 3:3 по сумме двух матчей. «Милан» вышел в следующий раунд по правилу выездного гола.
| Антверпен                                           | 3:4     | Рейнджерс                                              |
| --------------------------------------------------- | ------- | ------------------------------------------------------ |
| - Авенатти 45′ - Рефаэлов 45+8′ (пен.) - Хонгла 67′ | (отчёт) | - Арибо 39′ - Баришич 59′ (пен.) 90′ (пен.) - Кент 83′ |

| Рейнджерс                                                                         | 5:2     | Антверпен                       |
| --------------------------------------------------------------------------------- | ------- | ------------------------------- |
| - Морелос 9′ - Паттерсон 46′ - Кент 55′ - Баришич 79′ (пен.) - Иттен 90+2′ (пен.) | (отчёт) | - Рефаэлов 32′ - Ламкель Зе 57′ |

«Рейнджерс» выиграл со счётом 9:5 по сумме двух матчей.
| Славия | 0:0     | Лестер Сити |
| ------ | ------- | ----------- |
|        | (отчёт) |             |

| Лестер Сити | 0:2     | Славия                  |
| ----------- | ------- | ----------------------- |
|             | (отчёт) | - Провод 49′ - Сима 79′ |

«Славия» выиграла со счётом 2:0 по сумме двух матчей.
| Зальцбург | 0:2     | Вильярреал                 |
| --------- | ------- | -------------------------- |
|           | (отчёт) | - Алькасер 41′ - Ниньо 71′ |

| Вильярреал               | 2:1     | Зальцбург  |
| ------------------------ | ------- | ---------- |
| Ж. Морено 40′ 89′ (пен.) | (отчёт) | Бериша 17′ |

«Вильярреал» выиграл со счётом 4:1 по сумме двух матчей.
| Брага | 0:2     | Рома                      |
| ----- | ------- | ------------------------- |
|       | (отчёт) | - Джеко 5′ - Майораль 86′ |

| Рома                                     | 3:1     | Брага                |
| ---------------------------------------- | ------- | -------------------- |
| - Джеко 24′ - Перес 75′ - Майораль 90+1′ | (отчёт) | Кристанте 88′ (авт.) |

«Рома» выиграла со счётом 5:1 по сумме двух матчей.
| Краснодар                | 2:3     | Динамо (Загреб)                   |
| ------------------------ | ------- | --------------------------------- |
| - Берг 28′ - Классон 69′ | (отчёт) | - Петкович 15′ 54′ - Атьемвен 75′ |

| Динамо (Загреб) | 1:0     | Краснодар |
| --------------- | ------- | --------- |
| Оршич 31′       | (отчёт) |           |

Загребское «Динамо» выиграло со счётом 4:2 по сумме двух матчей.
| Янг Бойз                                  | 4:3     | Байер 04                  |
| ----------------------------------------- | ------- | ------------------------- |
| - Фасснахт 3′ - Сибачо 19′ 89′ - Элиа 44′ | (отчёт) | - Шик 49′ 52′ - Диаби 68′ |

| Байер 04 | 0:2     | Янг Бойз                    |
| -------- | ------- | --------------------------- |
|          | (отчёт) | - Сибачо 48′ - Фасснахт 86′ |

«Янг Бойз» выиграл со счётом 6:3 по сумме двух матчей.
| Молде                                              | 3:3     | Хоффенхайм                          |
| -------------------------------------------------- | ------- | ----------------------------------- |
| - Эллингсен 41′ - Улланн-Андерсен 70′ - Фофана 74′ | (отчёт) | - Даббур 8′ 28′ - Баумгартнер 45+3′ |

| Хоффенхайм | 0:2     | Молде                     |
| ---------- | ------- | ------------------------- |
|            | (отчёт) | Улланн-Андерсен 20′ 90+5′ |

«Молде» выиграл со счётом 5:3 по сумме двух матчей.
| Гранада                   | 2:0     | Наполи |
| ------------------------- | ------- | ------ |
| - Эррера 19′ - Кенеди 21′ | (отчёт) |        |

| Наполи                     | 2:1     | Гранада     |
| -------------------------- | ------- | ----------- |
| - Зелиньский 3′ - Руис 59′ | (отчёт) | Монторо 25′ |

«Гранада» выиграла со счётом 3:2 по сумме двух матчей.
| Маккаби Тель-Авив | 0:2     | Шахтёр                         |
| ----------------- | ------- | ------------------------------ |
|                   | (отчёт) | - Алан Патрик 31′ - Тете 90+3′ |

| Шахтёр                   | 1:0     | Маккаби Тель-Авив |
| ------------------------ | ------- | ----------------- |
| Жуниор Мораес 67′ (пен.) | (отчёт) |                   |

«Шахтёр» выиграл со счётом 3:0 по сумме двух матчей.
| Лилль     | 1:2     | Аякс                            |
| --------- | ------- | ------------------------------- |
| - Веа 72′ | (отчёт) | - Тадич 87′ (пен.) - Бробби 89′ |

| Аякс                      | 2:1     | Лилль               |
| ------------------------- | ------- | ------------------- |
| - Классен 15′ - Нерес 88′ | (отчёт) | - Языджи 78′ (пен.) |

«Аякс» выиграл со счётом 4:2 по сумме двух матчей.
| Олимпиакос                                                  | 4:2     | ПСВ              |
| ----------------------------------------------------------- | ------- | ---------------- |
| - Бухалакис 9′ - М’Вила 37′ - Эль-Араби 45+2′ - Масурас 83′ | (отчёт) | - Захави 14′ 40′ |

| ПСВ            | 2:1     | Олимпиакос |
| -------------- | ------- | ---------- |
| Захави 23′ 44′ | (отчёт) | Хасан 88′  |

«Олимпиакос» выиграл со счётом 5:4 по сумме двух матчей.

## 1/8 финала
Жеребьёвка 1/8 финала прошла 26 февраля 2021 года.

### Сводная таблица
Первые матчи этой стадии прошли 11 марта, ответные — 18 марта 2021 года.
| Команда 1         | Итог | Команда 2       | 1-й матч | 2-й матч       |
| ----------------- | ---- | --------------- | -------- | -------------- |
| Аякс              | 5:0  | Янг Бойз        | 3:0      | 2:0            |
| Динамо (Киев)     | 0:4  | Вильярреал      | 0:2      | 0:2            |
| Рома              | 5:1  | Шахтёр (Донецк) | 3:0      | 2:1            |
| Олимпиакос        | 2:3  | Арсенал         | 1:3      | 1:0            |
| Тоттенхэм Хотспур | 2:3  | Динамо (Загреб) | 2:0      | 0:3 (доп. вр.) |
| Манчестер Юнайтед | 2:1  | Милан           | 1:1      | 1:0            |
| Славия (Прага)    | 3:1  | Рейнджерс       | 1:1      | 2:0            |
| Гранада           | 3:2  | Молде           | 2:0      | 1:2            |

Примечания
1. ↑  Порядок матчей был изменён по сравнению с изначальной жеребьёвкой во избежание проведения матча с «Арсеналом» в один и тот же день в Лондоне.

### Матчи
| Аякс                                     | 3:0     | Янг Бойз |
| ---------------------------------------- | ------- | -------- |
| - Классен 62′ - Тадич 82′ - Бробби 90+2′ | (отчёт) |          |

| Янг Бойз | 0:2     | Аякс                           |
| -------- | ------- | ------------------------------ |
|          | (отчёт) | - Нерес 21′ - Тадич 49′ (пен.) |

«Аякс» выиграл со счётом 5:0 по сумме двух матчей.
| Динамо (Киев) | 0:2     | Вильярреал                  |
| ------------- | ------- | --------------------------- |
|               | (отчёт) | - Торрес 30′ - Альбиоль 52′ |

| Вильярреал     | 2:0     | Динамо (Киев) |
| -------------- | ------- | ------------- |
| Морено 13′ 36′ | (отчёт) |               |

«Вильярреал» выиграл со счётом 4:0 по сумме двух матчей.
| Рома                                             | 3:0     | Шахтёр (Донецк) |
| ------------------------------------------------ | ------- | --------------- |
| - Пеллегрини 23′ - Эль-Шаарави 73′ - Манчини 77′ | (отчёт) |                 |

| Шахтёр (Донецк) | 1:2     | Рома               |
| --------------- | ------- | ------------------ |
| - Мораес 59′    | (отчёт) | - Майораль 48′ 72′ |

«Рома» выиграла со счётом 5:1 по сумме двух матчей.
| Олимпиакос      | 1:3     | Арсенал                                    |
| --------------- | ------- | ------------------------------------------ |
| - эль-Араби 58′ | (отчёт) | - Эдегор 34′ - Габриэл 80′ - эль-Ненни 85′ |

| Арсенал | 0:1     | Олимпиакос    |
| ------- | ------- | ------------- |
|         | (отчёт) | эль-Араби 51′ |

«Арсенал» выиграл со счётом 3:2 по сумме двух матчей.
| Тоттенхэм Хотспур | 2:0     | Динамо (Загреб) |
| ----------------- | ------- | --------------- |
| - Кейн 25′ 70′    | (отчёт) |                 |

| Динамо (Загреб)    | 3:0 (доп. вр.) | Тоттенхэм Хотспур |
| ------------------ | -------------- | ----------------- |
| Оршич 62′ 83′ 106′ | (отчёт)        |                   |

«Динамо (Загреб)» выиграл со счётом 3:2 по сумме двух матчей.
| Манчестер Юнайтед | 1:1     | Милан        |
| ----------------- | ------- | ------------ |
| - Диалло 50′      | (отчёт) | - Кьер 90+2′ |

| Милан | 0:1     | Манчестер Юнайтед |
| ----- | ------- | ----------------- |
|       | (отчёт) | Погба 49′         |

«Манчестер Юнайтед» выиграл со счётом 2:1 по сумме двух матчей.
| Славия (Прага) | 1:1     | Рейнджерс      |
| -------------- | ------- | -------------- |
| - Станчу 7′    | (отчёт) | - Хеландер 36′ |

| Рейнджерс | 0:2     | Славия (Прага)              |
| --------- | ------- | --------------------------- |
|           | (отчёт) | - Олайинка 14′ - Станчу 74′ |

«Славия (Прага)» выиграла со счётом 3:1 по сумме двух матчей.
| Гранада                     | 2:0     | Молде |
| --------------------------- | ------- | ----- |
| - Молина 26′ - Сольдадо 76′ | (отчёт) |       |

| Молде                                    | 2:1     | Гранада        |
| ---------------------------------------- | ------- | -------------- |
| - Вальехо 29′ (авт.) - Хестад 90′ (пен.) | (отчёт) | - Сольдадо 72′ |

«Гранада» выиграла со счётом 3:2 по сумме двух матчей.

## Четвертьфиналы
Жеребьёвка четвертьфиналов прошла 19 марта 2021 года.

### Сводная таблица
Первые матчи этой стадии прошли 8 апреля, ответные состоятся 15 апреля 2021 года.
| Команда 1       | Итог | Команда 2         | 1-й матч | 2-й матч |
| --------------- | ---- | ----------------- | -------- | -------- |
| Гранада         | 0:4  | Манчестер Юнайтед | 0:2      | 0:2      |
| Арсенал         | 5:1  | Славия (Прага)    | 1:1      | 4:0      |
| Аякс            | 2:3  | Рома              | 1:2      | 1:1      |
| Динамо (Загреб) | 1:3  | Вильярреал        | 0:1      | 1:2      |

### Матчи
| Гранада | 0:2     | Манчестер Юнайтед                    |
| ------- | ------- | ------------------------------------ |
|         | (отчёт) | - Рашфорд 31′ - Фернандеш 90′ (пен.) |

| Манчестер Юнайтед                | 2:0     | Гранада |
| -------------------------------- | ------- | ------- |
| - Кавани 6′ - Вальехо 90′ (авт.) | (отчёт) |         |

«Манчестер Юнайтед» выиграл со счётом 4:0 по сумме двух матчей.
| Арсенал  | 1:1     | Славия (Прага) |
| -------- | ------- | -------------- |
| Пепе 86′ | (отчёт) | Голеш 90+4′    |

| Славия (Прага) | 0:4     | Арсенал                                          |
| -------------- | ------- | ------------------------------------------------ |
|                | (отчёт) | - Пепе 18′ - Ляказетт 21′ (пен.), 77′ - Сака 24′ |

«Арсенал» выиграл со счётом 5:1 по сумме двух матчей.
| Аякс        | 1:2     | Рома                           |
| ----------- | ------- | ------------------------------ |
| Классен 39′ | (отчёт) | - Пеллегрини 57′ - Ибаньес 87′ |

| Рома        | 1:1     | Аякс         |
| ----------- | ------- | ------------ |
| - Джеко 72′ | (отчёт) | - Бробби 49′ |

«Рома» выиграла со счётом 3:2 по сумме двух матчей.
| Динамо (Загреб) | 0:1     | Вильярреал        |
| --------------- | ------- | ----------------- |
|                 | (отчёт) | Морено 44′ (пен.) |

| Вильярреал                  | 2:1     | Динамо (Загреб) |
| --------------------------- | ------- | --------------- |
| - Алькасер 36′ - Морено 43′ | (отчёт) | - Оршич 74′     |

«Вильярреал» выиграл со счётом 3:1 по сумме двух матчей.

## Полуфиналы
Жеребьёвка полуфиналов прошла 19 марта 2021 года сразу после жеребьёвки четвертьфиналов.

### Сводная таблица
Первые матчи этой стадии прошли 29 апреля, ответные — 6 мая 2021 года.
| Команда 1         | Итог | Команда 2 | 1-й матч | 2-й матч |
| ----------------- | ---- | --------- | -------- | -------- |
| Манчестер Юнайтед | 8:5  | Рома      | 6:2      | 2:3      |
| Вильярреал        | 2:1  | Арсенал   | 2:1      | 0:0      |

### Матчи
| Манчестер Юнайтед                                                    | 6:2     | Рома                                |
| -------------------------------------------------------------------- | ------- | ----------------------------------- |
| - Фернандеш 9′ 71′ (пен.) - Кавани 48′ 64′ - Погба 75′ - Гринвуд 86′ | (отчёт) | - Пеллегрини 15′ (пен.) - Джеко 34′ |

| Рома                                            | 3:2     | Манчестер Юнайтед |
| ----------------------------------------------- | ------- | ----------------- |
| - Джеко 57′ - Кристанте 60′ - Теллес 83′ (авт.) | (отчёт) | Кавани 39′ 68′    |

«Манчестер Юнайтед» выиграл со счётом 8:5 по сумме двух матчей.
| Вильярреал                   | 2:1     | Арсенал           |
| ---------------------------- | ------- | ----------------- |
| - Тригерос 5′ - Альбиоль 29′ | (отчёт) | - Пепе 73′ (пен.) |

| Арсенал | 0:0     | Вильярреал |
| ------- | ------- | ---------- |
|         | (отчёт) |            |

«Вильярреал» выиграл со счётом 2:1 по сумме двух матчей.

## Финал
Финал турнира прошёл 26 мая 2021 года на стадионе «Гданьск» в польском Гданьске. Номинальный «хозяин» финала («домашняя команда») был определён 19 марта 2021 года после жеребьёвки четвертьфиналов и полуфиналов.
| Вильярреал                                                                                         | 1:1 (доп. вр.) | Манчестер Юнайтед                                                                                   |
| -------------------------------------------------------------------------------------------------- | -------------- | --------------------------------------------------------------------------------------------------- |
| Морено 29′                                                                                         | (отчёт)        | Кавани 55′                                                                                          |
| Пенальти                                                                                           |                | |
| - Морено - Раба - Алькасер - Морено - Парехо - Гомес - Альбиоль - Коклен - Гаспар - Торрес - Рульи | 11:10          | - Мата - Теллес - Фернандеш - Рашфорд - Кавани - Фред - Джеймс - Шоу - Туанзебе - Линделёф - де Хеа |

## Комментарии
1. ↑  CET (UTC+1) для матчей до 27 марта 2021 года (1/16 и 1/8 финала), CEST (UTC+2) — для всех остальных матчей.
2. ↑  Матч между «Вольфсбергом» и «Тоттенхэм Хотспур» изначально планировалось провести на «Вёртерзе-Штадион» в Клагенфурте (Австрия), однако в феврале 2021 года было принято решение о его переносе на стадион «Пушкаш Арена» в Будапеште (Венгрия). Это вызвано ограничениями, введёнными правительством Австрии для граждан, прибывающих из Великобритании в связи с распространением нового штамма вируса SARS-CoV-2, который вызывает COVID-19[5][6].
3. ↑  Матч между «Реал Сосьедад» и «Манчестер Юнайтед» изначально планировалось провести на стадионе «Аноэта», Сан-Себастьян (Испания), однако в феврале 2021 года было принято решение о его переносе на стадион «Ювентус» в Турине (Италия). Это вызвано ограничениями, введёнными правительством Испании для граждан, прибывающих из Великобритании в связи с распространением нового штамма вируса SARS-CoV-2, который вызывает COVID-19[5][7].
4. ↑  Матч между «Бенфикой» и «Арсеналом» изначально планировалось провести на стадионе «Эштадиу да Луш» в Лиссабоне (Португалия), однако в феврале 2021 года было принято решение о его переносе на «Олимпийский стадион» в Риме (Италия). Это вызвано ограничениями, введёнными правительством Великобритании для граждан, прибывающих из Португалии в связи с распространением 
вируса SARS-CoV-2, который вызывает COVID-19[5][7].
5. ↑  Матч между «Арсеналом» и «Бенфикой» изначально планировалось провести на стадионе «Эмирейтс» в Лондоне (Великобритания), однако в феврале 2021 года было принято решение о его переносе на стадион «Караискакис» в Пирее (Греция). Это вызвано ограничениями, введёнными правительством Великобритании для граждан, прибывающих из Португалии в связи с распространением вируса SARS-CoV-2, который вызывает COVID-19[5][8].
6. ↑  Матч между «Молде» и «Хоффенхаймом» изначально планировалось провести на стадионе «Акер» в Молде (Норвегия), однако в феврале 2021 года было принято решение о его переносе на стадион «Эстадио де ла Серамика» в Вильярреале (Испания). Это вызвано ограничениями, введёнными правительством Норвегии в связи с распространением вируса SARS-CoV-2, который вызывает COVID-19[5].
7. 1 2  «Шахтёр» проводит свои домашние матчи на «Олимпийском стадионе» в Киеве вместо основного стадиона «Донбасс Арена» в Донецке из-за вооружённого конфликта на востоке Украины.